# Ambrosio Vallejo
Ambrosio Vallejo Mejía (Madrid, siglo XVI-Trujillo, Perú, 29 de octubre de 1635) fue un religioso español de la orden carmelita. Fue el sexto obispo de Popayán (1619-1631) y de Trujillo en Perú (1631-1635). 

## Biografía
Hijo de Gregorio Vallejo e Isabel Mejía. Ingresó en la orden carmelita y profesó el 25 de enero de 1581. Fue lector de Artes y Teología. Luego tuvo el cargo de prior en los conventos carmelitas de Ávila, Valladolid, Medina del Campo y Madrid. Más adelante fue provincial de su orden en Castilla, procurador general de las provincias de España y Portugal ante la Santa Sede y calificador del Santo Oficio.
En 1619 fue nombrado obispo de Popayán, en el Nuevo Reino de Granada. Arribó a Cartagena de Indias, donde fue consagrado por el obispo Diego Torres Altamirano, el 6 de agosto de 1620. En 1628 fue promovido al arzobispado de Santo Domingo, pero permaneció en Popayán, hasta que en 1630 fue informado de su traslado al vacante obispado de Trujillo, en el Perú.
El 26 de febrero de 1632, el arcediano Luis de Paz tomó posesión de la sede trujillana en su nombre, hasta que él mismo hizo su ingreso a la ciudad el 26 de julio del mismo año. Su gobierno fue breve, durante el cual ocurrió un fuerte sismo (20 de febrero de 1635), que arruinó la bóveda de la catedral de Trujillo, por lo que debió trasladarla provisionalmente a la iglesia de Santa Ana.
Falleció el 29 de octubre de 1635 y por su disposición testamentaria, su cuerpo fue enviado a Madrid, donde fue enterrado en la capilla mayor de su convento, de la que tenía el patronato y a la que había donado 30 000 pesos.